# Каори Ичо
Каори Ичо (Хачинохе, 13. јун 1984) је јапанска рвачица и четворострука олимпијски победница. Једина је рвачица која је освојила четири златне олимпијске медаље, од 2004. како је женско рвање уведено у олимпијски програм, затим 2008, 2012. и 2016. На Светским првенствима тријумфовала је десет пута: 2002, 2003, 2005, 2006, 2007, 2010, 2011, 2013, 2014. и 2015. На Азијским играма злато је освојила 2006, а сребро 2002.